# Józef Gębczak
Józef Gębczak (ur. 13 lutego 1911 w Krakowie, zm. 28 grudnia 1979 we Wrocławiu) – polski historyk sztuki, archiwista.

## Życiorys
W 1931 ukończył krakowskie Gimnazjum im. Bartłomieja Nowodworskiego i rozpoczął studia na Wydziale Humanistycznym Uniwersytetu Jagiellońskiego. Lata II wojny światowej spędził w Głowaczowej, gdzie był nauczycielem na zorganizowanych przez Kuratorium Krakowskiego Okręgu Szkolnego tajnych kompletach. Po zakończeniu wojny, 8 maja 1945 prof. Stanisław Lorentz przydzielił Józefa Gębczaka do grupy naukowej kierowanej do Wrocławia. Dwa dni później przystąpił do pracy w Referacie Bibliotek we Wrocławiu, od 14 czerwca pełnił funkcję zastępcy kierownika Referatu Muzeów i Ochrony Zabytków, który istniał przy wrocławskim Pełnomocniku Ministra Oświaty. 18 czerwca 1945 otrzymał mianowanie na kierownika Delegatury Naczelnej Dyrekcji Muzeów i Ochrony Zabytków Ministerstwa Kultury i Sztuki. Równocześnie rozpoczął pracę jako asystent w Zakładzie Historii Sztuki Uniwersytetu Wrocławskiego, gdzie dwa lata później obronił pracę magisterską. Również w 1947 został asystentem tworzonego Muzeum Państwowego, był wybitnym znawcą jego zbiorów. Od 1 stycznia 1950 placówka zmieniła nazwę na Muzeum Śląskie, a Józef Gębczak został kustoszem działu bibliotecznego, a od marca 1953 dyrektorem muzeum. Wśród jego licznych zasług dla polskiego muzealnictwa należy wyróżnić rozszyfrowanie tzw. Listy Grundmanna. Został pochowany na Cmentarzu Świętej Rodziny we Wrocławiu.

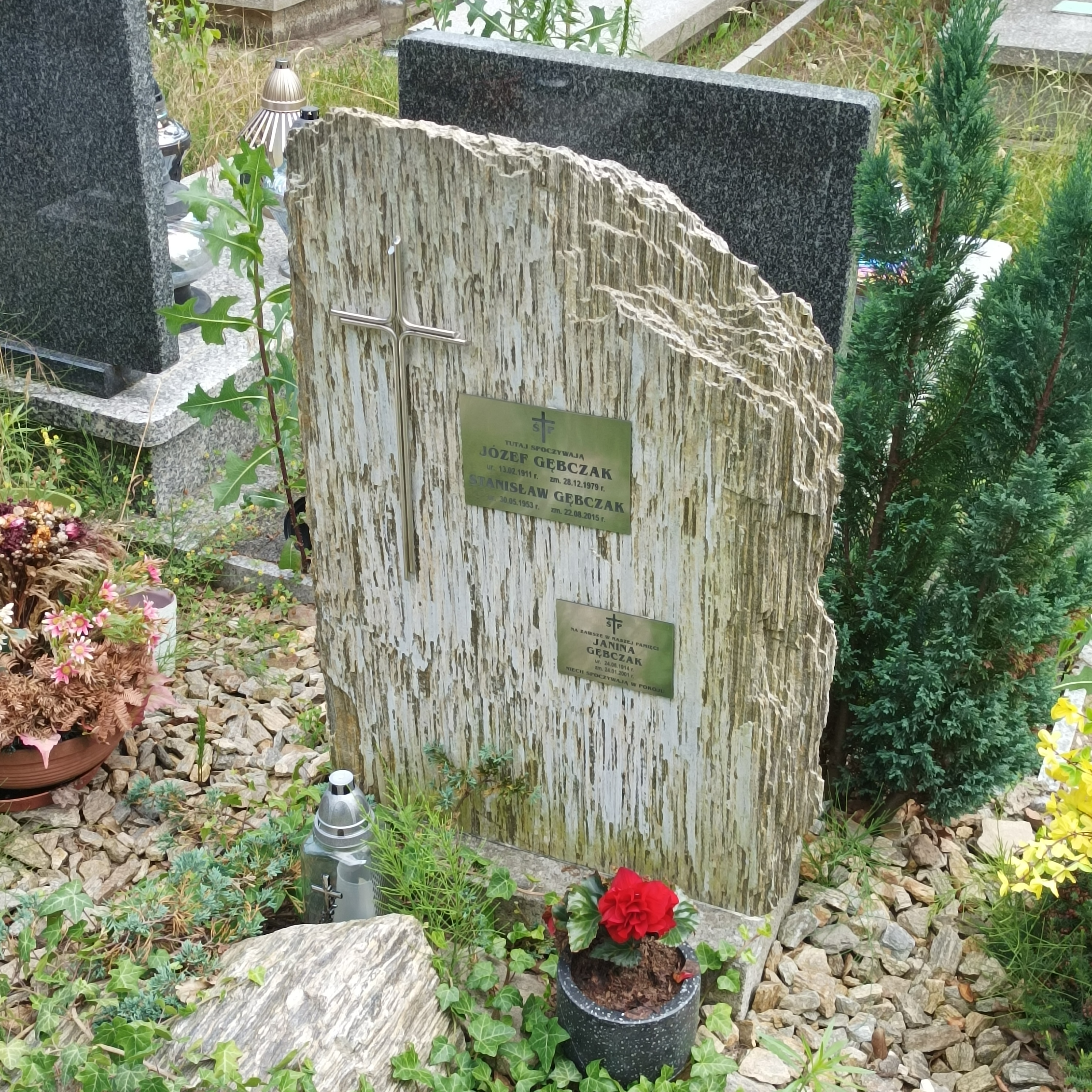
Grób Józefa Gębczaka na Cmentarzu Świętej Rodziny